# Incêndio na Plataforma de Enchova em 1988
O incêndio na Plataforma de Enchova iniciou no dia 24 de abril de 1988, sendo totalmente extinto apenas um mês depois, em 23 de maio de 1988. O evento foi ocasionado pelo descontrole no poço EN-19, acarretando vazamento de gás seguido de incêndio. As chamas apenas cessaram após injeção de lama e água no poço através de duas novas perfurações próximas deste. Apesar de nenhum funcionário ter se ferido no ocorrido, já que foi possível evacuar toda a tripulação, a plataforma foi totalmente destruída pelo incêndio.
A plataforma, localizada na Bacia de Campos a cerca de 85 quilômetros da costa do Estado do Rio de Janeiro e de posse da Petrobras na época, já havia passado por um grande acidente há quatro anos, quando outro vazamento de gás gerou uma explosão e, durante o abandono da plataforma, 37 pessoas morreram por conta da queda de uma das baleeiras.

## Descrição do acidente
O vazamento de gás, precursor do incêndio que destruiu a plataforma, ocorreu no dia 24 de abril de 1988 durante a fase de recompletação do poço EN-19, após a realização da atividade de canhoneio, onde ocorreu ingresso de gás para o interior do poço de forma inadvertida. Após o vazamento de gás chegar até a superfície da unidade, tentou-se acionar o dispositivo que poderia interromper o evento acidental (chamado de BOP ou Blowout preventer) e outras manobras reativas, mas nenhuma obteve sucesso. Dessa forma, concretizou-se o vazamento descontrolado de gás pelo poço, também conhecido como blowout. Após o vazamento, o pessoal embarcado na plataforma foi evacuado para uma plataforma semissubmersível chamada de Safe Jasminia, ligada por meio de uma passarela e que funcionava como uma espécie de hotel flutuante para trabalhadores que estavam atuando em manutenção e reforma na unidade. Segundo relatos de especialistas que participaram da investigação do evento, próximo às 12h do dia do evento ocorreu uma forte explosão no deck da torre de perfuração, onde ocorria a liberação de gás descontrolada. Não há certeza sobre o motivo exato da ignição, mas suspeita-se que a formação de uma fagulha por conta do atrito de peças da torre de perfuração ocasionou o início do incêndio.
Após o início das chamas, a torre de perfuração da plataforma derreteu devido à alta temperatura das chamas e colapsou. Logo em seguida, a fim de preservar a segurança dos cerca de 500 trabalhadores presentes no hotel flutuante interligada à plataforma, esta foi afastada rapidamente mesmo sem recolher a passarela que unia as duas plataformas, devido à gravidade do incêndio. Quatro embarcações do tipo fire fighting foram disponibilizadas para lançar cerca de 40 mil m³/h de água na plataforma visando esfriar a plataforma e conter as chamas, sem sucesso. Assim, dois dias após o início das chamas, a equipe especializada norte-americana Red Adair foi até o local para apoiar os técnicos da Petrobras na averiguação das possíveis estratégias para extinção do incêndio e fechamento do poço. Duas ideias iniciais surgiram: acionar um explosivo próximo ao local do vazamento, de forma a consumir o oxigênio e extinguir as chamas de imediato, ou perfurar poços injetores de lama próximos ao poço EN-19 para impedir a ascensão de gás que alimentava as chamas. Esta última estratégia foi a escolhida, mesmo sendo a que levaria mais tempo para ser implementada, mas que poderia ser mais efetiva que os explosivos, os quais poderiam não ter funcionado adequadamente.
Neste meio tempo, cerca de quinze dias após o início do vazamento, os técnicos implementaram uma solução com o intuito de reduzir a temperatura das áreas afetadas pelo incêndio, assim como preservar os demais poços do campo. A estratégia consistiu em bombear grandes quantidades de água marinha, advinda de outra plataforma vizinha por um duto de 4 polegadas, diretamente na região da incidência das chamas. Esta mostrou-se frustrada posteriormente, pois acabou espalhando o incêndio por toda a plataforma (ao invés de apenas na cabeça do poço) e pode ter sido responsável pela destruição de boa parte dela.
Por fim, duas plataformas de perfuração foram alocadas para o campo de Enchova no intuito de perfurar dois poços capazes de controlar o vazamento de gás. Por estes poços foram injetadas grandes quantidades de lama, as quais foram capazes de interromper por completo o incêndio de grandes proporções na plataforma no dia 23 de maio do mesmo ano. Além disso, o poço acidentado foi completamente tampado mecanicamente por um dispositivo chamado de bridge-plug.

## Consequências
Após a paralisação da operação da plataforma de Enchova, cerca de 60 mil barris de petróleo e 2 milhões de m³ de gás natural por dia deixaram de ser escoados na Bacia de Campos, cerca de 10% da produção de petróleo nacional dos 615 mil barris extraídos por dia à época, já que a produção das unidades dos campos de Bonito, Piraúna, Bicudo e Maringá passava pela plataforma que sofreu o acidente.
A perda financeira associada ao acidente foi avaliada como a quinta maior da história do mundo para atividades upstream (exploração e produção de hidrocarbonetos) pela empresa Marsh. O valor ajustado desta perda para o ano de 2020 atinge cifras de cerca de US$810 milhões (equivalente a US$330 milhões na época do evento). Segundo esta mesma empresa, sob o ponto de vista financeiro, o acidente no campo de Enchova apenas é ultrapassado no Brasil pelo naufrágio da Plataforma P-36 em 2001.
Do ponto de vista estrutural da plataforma, a maior parte de seus equipamentos na superfície foi destruída, de modo que a reconstrução apenas dos equipamentos da planta de produção levou cerca de 45 dias. A produção total na unidade apenas foi retomada por completo cerca de 18 meses após o evento acidental.